# پرومتافاز

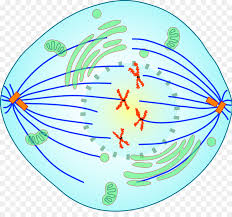
پرومتافاز در یاخته جانوری

پرومتافاز (به انگلیسی: Prometaphase) یا پیشاپس‌چهر،دومین مرحله از فرایند میتوز در تقسیم یاخته در جانداران یوکاریوت است. این مرحله بعد از پروفاز قبل از متافاز است.
در این فاز،پوشش هسته و شبکه آندوپلاسمی تجزیه می شوند تا رشته های دوک بتوانند به کروموزوم ها متصل شوند.(در قارچ ها دوک تقسیم درون هسته یاخته تشکیل می شود.)در همین حال سانترومر کروموزوم ها به رشته های دوک متصل می شوند و می توانند کروموزوم ها را در یاخته حرکت دهند.